# David Chokachi

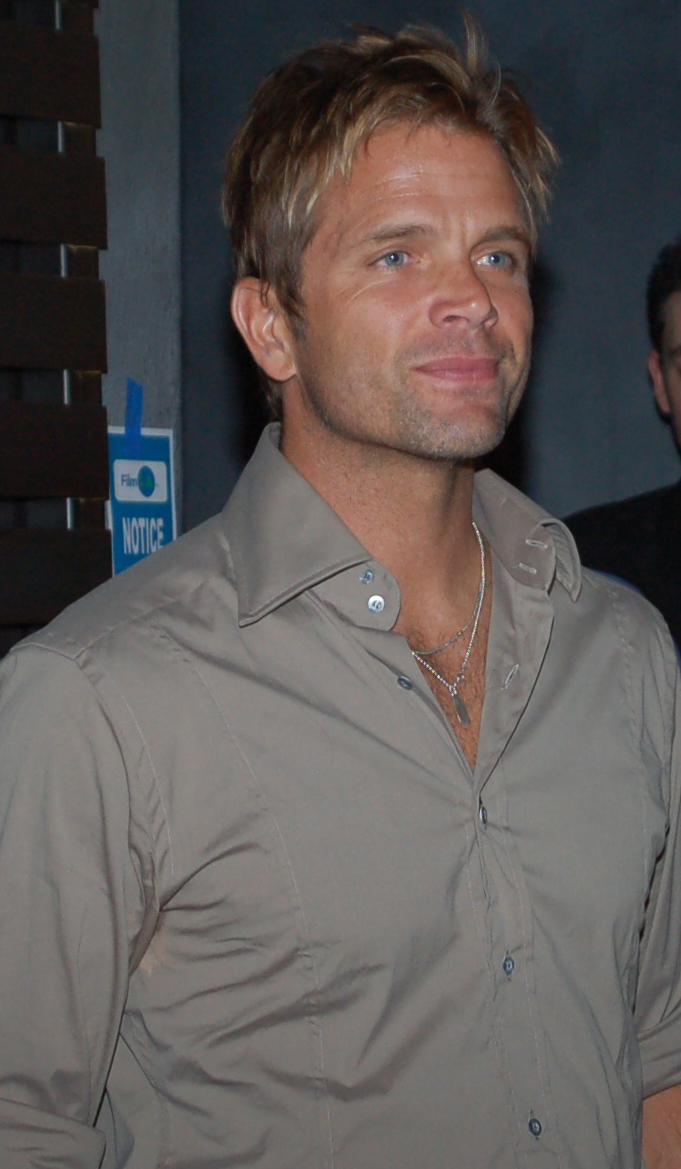
David Chokachi (2008)

David Chokachi (eigentlich David Al-Chokhachy, * 16. Januar 1968 in Plymouth, Massachusetts) ist ein US-amerikanischer Schauspieler.

## Leben
Der Sohn eines türkischen Vaters und einer finnischen Mutter studierte Politikwissenschaften in Maine. Er begann seine Fernsehkarriere 1995 mit der TV-Serie Baywatch als Cody Madison, in der er die Nachfolge von David Charvet antrat. Von 1997 bis 1998 war er mit der Melrose-Place-Darstellerin Brooke Langton liiert. 1999 stieg David Chokachi bei Baywatch aus. Im Jahr 2000 übernahm er die Rolle des Jake McCartey im Fernsehfilm Witchblade – Die Waffe der Götter. Diese Rolle übernahm er von 2001 bis 2002 auch in der gleichnamigen Fernsehserie. 2005 spielte er im Fernsehfilm Kampf der Planeten mit.

## Filmografie
- 1995–1999: Baywatch – Die Rettungsschwimmer von Malibu (Baywatch, Fernsehserie, 86 Episoden)
- 1996: The Unspeakable (Fernsehfilm)
- 1997: Bad to the Bone (Fernsehfilm)
- 1999: A Crime of Passion (Fernsehfilm)
- 2000: Psycho Beach Party (Spielfilm)
- 2000: Witchblade – Die Waffe der Götter (Witchblade, Fernsehfilm)
- 2001–2002: Witchblade – Die Waffe der Götter (Witchblade, Fernsehserie, 23 Episoden)
- 2003: A Crime of Passion (Fernsehfilm)
- 2005: Kampf der Planeten (Crimson Force, Fernsehfilm)
- 2007: Bats 2: Blutige Ernte (Bats: Human Harvest, Fernsehfilm)
- 2011: Die drei Musketiere – Alle für einen und Waffen für alle! (3 Musketeers)
- 2011: Rage of the Yeti – Gefährliche Schatzsuche (Rage of the Yeti, Fernsehfilm)
- 2011: Born Bad (Fernsehfilm)
- 2012: Kollisionskurs – Blackout im Cockpit (Collision Course)
- 2013: Jet Stream – Tödlicher Sog (Jet Stream, Fernsehfilm)
- 2013: Atlantic Rim
- 2013: Albert – Der unsichtbare Hund (Abner, the Invisible Dog)
- 2013: Army of the Damned – Willkommen in der Hölle (Army of the Damned)
- 2013: Roseville (Vila Roza)
- 2014: Snapshot
- 2014: 10.0 – Das Erdbeben-Inferno (10.0 Earthquake)
- 2014: Patient Killer
- 2014: Christmas in Palm Springs
- 2014: The Jersey Devil
- 2015: Cyber Case – Wenn das Internet zur Falle wird (Cyber Case)
- 2017: After School Special
- 2017: Limelight
- 2018: A Dangerous Date (Fernsehfilm)
- 2018: A Mother's Worst Fear (Fernsehfilm)
- 2019: Loves Me, Loves Me Not
- 2019: Sensory Perception
- 2019: 2nd Chance for Christmas
- 2020: Emerald Run
- 2020: The Bone Box
- 2021: Blood Pageant
- 2021: Last Call in the Dog House
- 2022: Secrets by the Shore (Fernsehfilm)
- 2022: Adeline
- 2022: As Long As I'm Famous
- 2022: Trail Blazers
- 2024: Shark Warning